# Зеленцов, Илья Дмитриевич
Илья́ Дми́триевич Зеленцо́в (? село Коксу Кугалинского района Казахстана — ?) — деятель советской юстиции. Депутат Верховного Совета КазССР от Коксуйского округа. Прокурор Кустанайской области по спецделам. Входил в состав особой тройки НКВД СССР, внесудебного и, следовательно, не правосудного органа уголовного преследования.

## Биография
Илья Дмитриевич Зеленцов родился в селе Коксу Кугалинского района Казахстана в семье кулака владевшего водяной мельницей. В годы Гражданской войны уклонился от призыва в РККА. В 1919 году избирался секретарём эсеровского «Союза хлеборобов» позднее распущенного советской властью. Далее обучался на первом курсе Заочного Института советского права, что позволило с 1931 года перейти на прокурорскую работу. В 1937—1939 годах работал прокурором Кустанайской области Казахстана по спецделам. Этот период отмечен вхождением в состав особой тройки, созданной по приказу НКВД СССР от 30.07.1937 № 00447 и активным участием в сталинских репрессиях.

## Завершающий этап
Решением бюро ЦК КП Казахстана от 27 июля 1939 года снят с должности прокурора. Основанием послужили материалы сектора кадров ЦК, а именно — скрывал социальное происхождение, не справлялся с работой, пьянствовал 2 дня с местным руководством в селе Коксу во время выборов в Верховный Совет. Дальнейшая судьба неизвестна.